# Brama Wiktorii w Valletcie
Brama Wiktorii (ang. Victoria Gate) – jedna z bram miejskich Valletty na Malcie. Została zbudowana przez Brytyjczyków w 1885, i została nazwana na cześć królowej Wiktorii. Brama jest głównym wejściem do centrum miasta z terenu Wielkiego Portu – Great Harbour, który kiedyś był najruchliwszym miejscem miasta. Brama znajduje się między Marina Curtain i Bastionem św. Barbary, na miejscu XVI-wiecznej Del Monte Gate.
Brama Wiktorii jest jedyną zachowaną bramą w obrębie fortyfikacji Valletty, pozostałe ufortyfikowane bramy zostały zburzone w XIX i XX w. Drugą bramą wiodącą do miasta jest Brama Miejska – City Gate, zbudowana w nowoczesnym stylu w 2014.

## Historia
Kiedy w 1566 Valletta została założona, miasto zostało otoczone systemem murów obronnych z bastionami, zaprojektowanym przez włoskiego inżyniera wojskowego Francesco Laparelliego. Miasto miało jedynie trzy bramy: główną bramę, znaną jako Porta San Giorgio, i dwie mniejsze, po jednej z każdej strony miasta, znane jako Marsamxett Gate oraz Del Monte Gate.
Del Monte Gate (wł. Porta Del Monte) została zbudowana w 1569 według projektu Laparelliego, i otrzymała nazwę na cześć Wielkiego Mistrza Pietro del Monte. Brama znajdowała się pomiędzy Marina Curtain i Bastionem św. Barbary, po wschodniej stronie miasta, frontem do Wielkiego Portu. Blisko bramy znajdowała się niewielka marina, stąd brama była również nazywana Marina Gate (wł. Porta Marina), jako że umożliwiała dojście do miasta z tejże mariny. Teren wokół mariny był pełen gwaru i aktywności, znajdował się tam ogród zwany Ġnien is-Sultan, kościół Matki Bożej z Liesse oraz targ rybny (Fish Market).

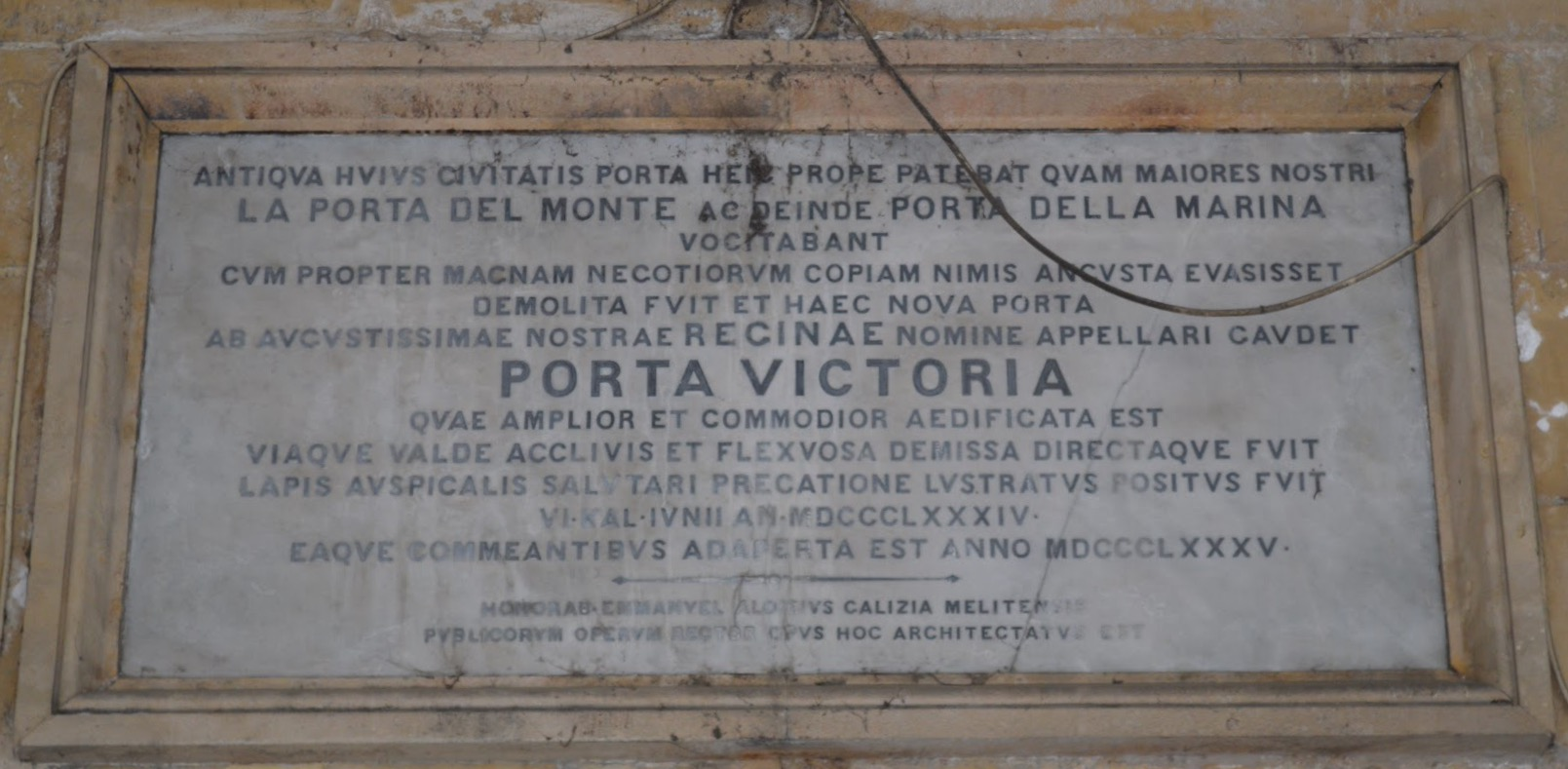
Płyta z łacińskim napisem na Porta Victoria

W XIX wieku Del Monte Gate zrobiła się zbyt mała dla przyległego terenu, który w międzyczasie stał się najbardziej ruchliwą częścią Valletty. Brama została zburzona w 1884, na jej miejscu zbudowano większą Victoria Gate (wł. Porta Victoria). Pierwszy kamień pod nową bramę został położony w 1884 przez Gubernatora Arthura Bortona, a w 1885 została wykończona i otwarta. Projekt bramy wykonał maltański architekt Emmanuele Luigi Galizia. Brama została nazwana na cześć brytyjskiej królowej Wiktorii.
Brama Wiktorii została odnowiona przez Ministerstwo Zasobów i Spraw Wiejskich w latach 2009-2010. Odnowienie bramy trwało około 6 miesięcy, i odbywało się pod kierownictwem architektów Claude Borga i Alexis Inguanez. Podczas prac oczyszczono strukturę bramy, odkryto i odnowiono fosę bramną, odnowiono chodniki, poprawiono stare naprawy oraz uzupełniono ubytki kamieniarskie.

## Architektura
Brama Wiktorii składa się z podwójnie łukowanego otworu z podziałem na środku, w celu umożliwienia ruchu kołowego, oraz po jednym mniejszym otworze z każdej strony dla ruchu pieszego. Dwa łuki są zwieńczone przez herby Malty i Valletty, a na szczycie bramy umieszczony jest herb Wielkiej Brytanii. Brama zbudowana jest z piaskowca maltańskiego.
Brama oryginalnie posiadała most zwodzony oraz suchą fosę. Fosa uległa zasypaniu na przeciągu wieków, lecz została odkopana i odnowiona w 2010.

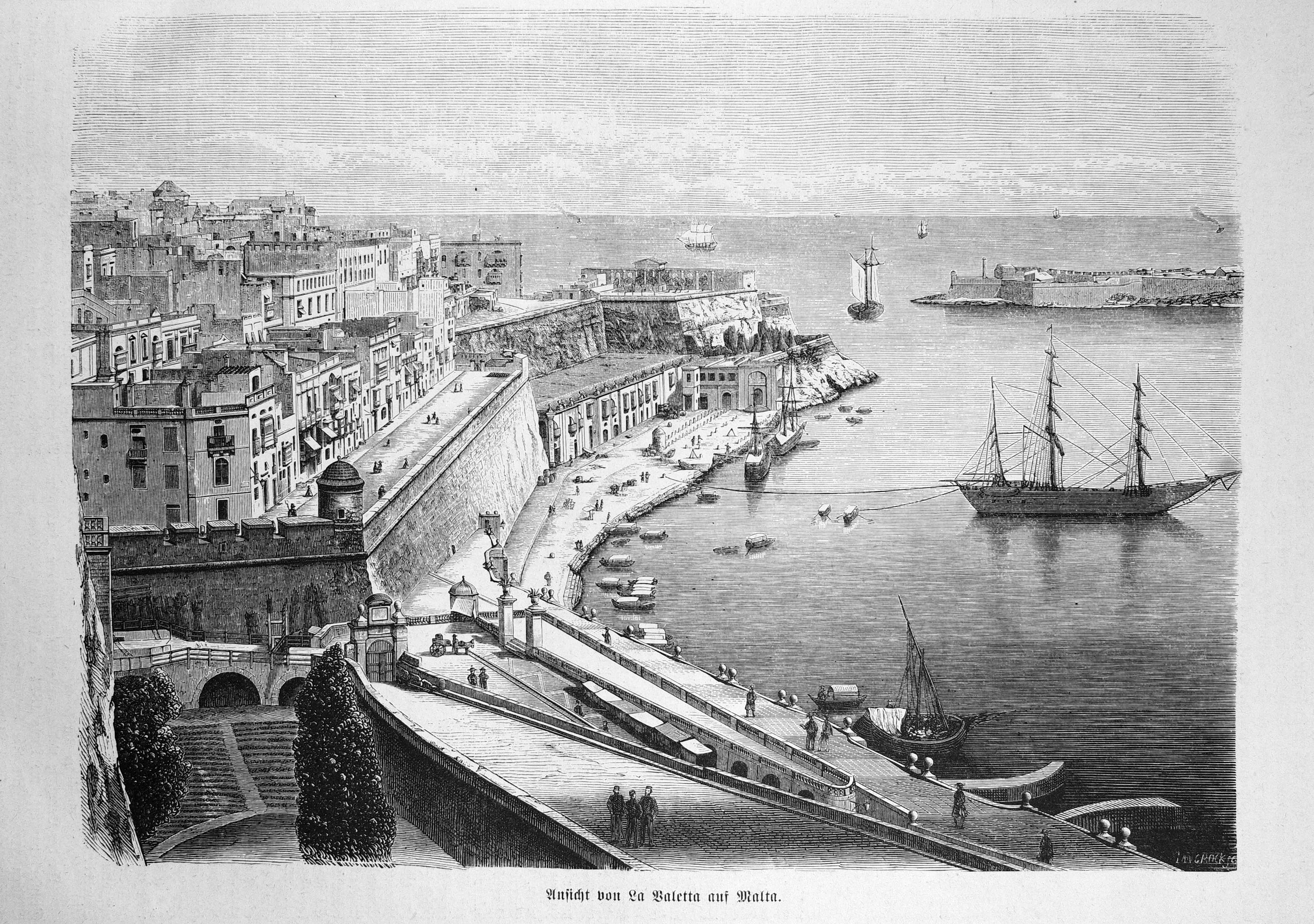
Widok z 1874 r., przed budową Bramy Wiktorii. Ġnien is-Sultan oraz most zwodzony Del Monte Gate widoczne po lewej na dole
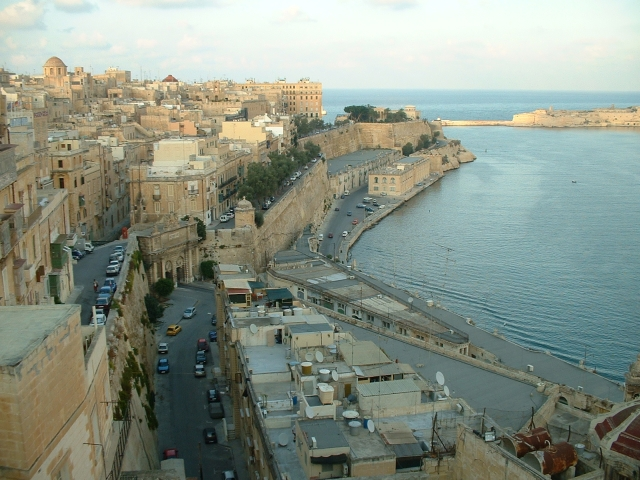
Ten sam widok w roku 2004, z Bramą Wiktorii na miejscu Del Monte Gate oraz ulicą i współczesnymi budynkami w miejscu Ġnien is-Sultan